# Marco Giovannetti
Marco Giovannetti (Milà, 4 d'abril de 1962) és un ciclista italià, ja retirat, que fou professional entre 1985 i 1994. Com a ciclista amateur va guanyar una medalla d'or als Jocs Olímpics d'Estiu de 1984, celebrats a Los Angeles, en la prova dela 100 km contrarellotge per equips.
L'any 1986, ja com a professional, s'alçaria amb el triomf a la classificació per joves del Giro d'Itàlia, això no obstant, el seu èxit més important arribaria l'any 1990 quan guanyaria la Volta ciclista a Espanya, derrotant contra tot pronòstic als grans favorits com Pedro Delgado, Pello Ruiz Cabestany o Anselmo Fuerte. Aquell mateix any també finalitzaria en tercera posició al Giro d'Itàlia.
També cal destacar una quarta posició a la Volta ciclista a Espanya de 1992, any en què també finalitzaria quart del Giro d'Itàlia.

## Palmarès
- 1982
  - 1r al Giro del Casentino
- 1984
  -  Medalla d'or als Jocs Olímpics d'Estiu de 1984 en la prova de 100 km contrarellotge per equips, amb Marcello Bartalini, Eros Poli i Claudio Vandelli
  - 1r al Giro del Casentino
- 1986
  -  1r de la Classificació dels joves al Giro d'Itàlia
- 1987
  - Vencedor d'una etapa de la Volta a Suïssa
  - Vencedor de 2 proves del Trofeo dello Scalatore
- 1990
  -  1r a la Volta a Espanya
- 1992
  -  Campió d'Itàlia en ruta
  - Vencedor d'una etapa del Giro d'Itàlia

### Resultats al Giro d'Itàlia
- 1986. 8è de la classificació general.  1r de la Classificació dels joves
- 1987. 6è de la classificació general
- 1988. 6è de la classificació general
- 1989. 8è de la classificació general
- 1990. 3r de la classificació general
- 1991. 8è de la classificació general
- 1992. 4t de la classificació general. Vencedor d'una etapa
- 1993. 23è de la classificació general

### Resultats a la Volta a Espanya
- 1989. 26è de la classificació general
- 1990.  1r de la classificació general
- 1991. 18è de la classificació general
- 1992. 4t de la classificació general

### Resultats al Tour de França
- 1986. Abandona (12a etapa)
- 1990. Abandona (5a etapa)
- 1991. 30è de la classificació general